# Adrien Jean Madiol
Adrien Jean Madiol, né le 7 septembre 1845 à Groningue et mort le 16 février 1927 à Woluwe-Saint-Lambert, est un peintre de genre.

## Biographie
Il travaille brièvement à Groningue en 1866. Il se rend ensuite en Belgique et est formé à l'Académie royale des beaux-arts d'Anvers sous la direction de Nicaise De Keyser, et poursuit ses études à l'Académie royale des beaux-arts de Bruxelles.
Il travaille à Anvers, puis à Ixelles. À Ixelles, il est inscrit au registre de la population sous le nom de Madyol.
Ses motifs sont principalement des scènes domestiques et des intérieurs dans la tradition du genre historique néerlandais ainsi que des portraits.
Il connait Vincent van Gogh et lui a peut-être donné des leçons de perspective. Van Gogh apprécie les œuvres de Madiol. Il a même demandé à son frère Théo de recommander ce peintre au Salon de Bruxelles.
Son fils Jacques Madyol (1871-1950) devient également peintre.